# TOUR MINT CONDITION
『TOUR MINT CONDITION』（ツアー・ミント・コンディション）は日本のバンドSuchmosの初の全国ワンマンコンサートツアー。彼らの3作目のEP「MINT CONDITION」の宣伝を目的として、2016年10月16日から11月11日まで開催された。

## 背景
2016年6月24日、EP「MINT CONDITION」からのリード曲「MINT」とリーバイスがコラボレーションしたミュージックビデオが公開された。これと同時にライブツアーの開催が発表された。8月22日、公演チケットの即日完売につき、横浜ベイホールでの追加公演「TOUR MINT CONDITION “EXTRA SHOW”」の開催が発表された。

## 日程
- 出典：[1][2]

| 日             | 場所           | 会場              |
| -------------- | -------------- | ----------------- |
| 2016年10月16日 | 大阪府大阪市   | 梅田CLUB QUATTRO  |
| 2016年10月21日 | 大阪府大阪市   | 梅田CLUB QUATTRO  |
| 2016年10月22日 | 愛知県名古屋市 | 名古屋BOTTOM LINE |
| 2016年10月28日 | 東京都渋谷区   | LIQUIDROOM        |
| 2016年10月29日 | 東京都渋谷区   | LIQUIDROOM        |
| 2016年11月11日 | 神奈川県横浜市 | 横浜ベイホール    |